# Comté de Ford (Illinois)
Pour les articles homonymes, voir Comté de Ford.
Le comté de Ford est un comté situé dans l'État de l'Illinois, aux États-Unis. En 2000, sa population est de 14 241 habitants. Son siège est Paxton.